# Rudstone
El rudstone és, segons la classificació de Dunham, una calcària que, de fet, és un conglomerat d'elements calcaris amb el ciment o la matriu també calcària i amb una estructura suportada per còdols (més grans que 2mm). Seria l'anàleg de gra groller del packstone o el grainstone.